# John Robert Stuart Lough
John Robert Stuart Lough, kanadski general, * 1887, † 1970.